# Irina Margareta Nistor
Irina Margareta Nistor (n. 26 martie 1957, București) este un critic de film român, redactor și realizator de emisiuni TV.
A absolvit Facultatea de Limbi Străine, secția engleză-franceză, din cadrul Universității din București în 1980.

## Activitate profesională
Din 1980 a tradus filmele prezentate la Cinemateca română. În timpul regimului comunist a lucrat ca translator pentru TVR, și este cunoscută pentru dublarea în secret în 5 ani a peste 3000 de filme înregistrate pe casete video și aduse din Vest. De-a lungul carierei, traduce peste 70 de cărți și piese de teatru, din și în română. Este decorată cu Medalia Carol I.
A fost redactor-șef al revistelor Cinema Paradis și Avanpremiera. În anul 2006 publică volumul Magistrul. Povestea bis a maestrului D. I. Suchianu.
A participat după anii 2000, la numeroase festivaluri de film de renume din Europa (Berlinala, Cannes, Venezia) cu ajutorul unor mari sponsori. E o prezență constantă la festivaluri locale de gen (Tiff, Râșnov, Bucharest Best Comedy Film). În 2012 a înființat Festivalul de Psihanaliză și Film. În ultimii ani este o prezență constantă și la radio, având o emisiune dedicată filmului.

## Distincții și premii
În 2021 a fost distinsă cu Ordinul Artelor și Literelor al Republicii Franceze în grad de Ofițer. În ianuarie 2023 a fost decorată cu Ordinul "Meritul Cultural" în grad de Cavaler. La 30 martie 2023 a fost distinsă cu Ordinul „Coroana României”, în grad de cavaler.